# NGC 3541
NGC 3541 (również PGC 33759) – galaktyka spiralna (Scd), znajdująca się w gwiazdozbiorze Pucharu. Odkrył ją Wilhelm Tempel 7 lutego 1878 roku.
W bazie SIMBAD galaktyka ta jest błędnie skatalogowana jako NGC 3537, natomiast jako NGC 3541 skatalogowano galaktykę PGC 33772 (LEDA 33772).